# 240 f.Kr.

## Händelser

### Efter plats

#### Karthago
- Två av Karthagos legosoldatbefälhavare – Spendius och Mathos – får de libyska värnpliktiga i den legoarmé, som för tillfället ockuperar den karthagiska staden Tunis, att acceptera deras befäl. De övertygar libyerna om att Karthago kommer att hämnas på dem för deras del i konflikten, när väl de utländska legosoldaterna har blivit betalda och hemskickade. Därpå lyckas de också få de samlade legoarméerna att göra uppror mot Karthago samt få de olika libyska städerna att stödja upproret. Spendius och Mathos tar därefter den karthagiske befälhavaren Gesko som gisslan. Vad som har börjat som en meningsskiljaktighet angående betalning, som den karthagiska regeringen är skyldig sina legosoldater, exploderar till en fullskalig revolution, känd som Legokriget.
- De libyska styrkor, som är lojala med legosoldaterna, belägrar Utica och Hippacritae, som vägrar att övergå till legohären.
- Hanno den store får befälet över de karthagiska styrkorna. Legosoldaterna besegrar dock karagerna i slaget vid Utica.
- Karthagerna bestämmer sig för att ge Hamilkar Barkas delat befäl tillsammans med Hanno den store. Hamilkar lyckas göra slut på legosoldaternas belägring av Utica. Därefter får han hela befälet över de karthagiska styrkorna och besegrar legosoldaterna i slaget vid Bagradasfloden.
- Efter att den numidiske legobefälhavaren Narawas har övergått till Hamilkar Barkas hjälper numidiska förstärkningar (omkring 2 000 man) honom att besegra legosoldaterna igen. Hamilkar benådar sina tagna fångar och tar i sin armé gärna in alla, som vill slåss för Karthago, och förvisar alla, som inte vill det.

#### Romerska republiken
- Rom tar helt över kontrollen av Sicilien och stationerar en legion där.

### Efter ämne

#### Astronomi
- För första gången visar historiska källor att kinesiska astronomer observerar Halleys komet.[1]

## Avlidna
- Aratos, grekisk poet från Soli i Kilikien, mest ihågkommen för sin dikt om astronomi, Fainomena (född omkring 315 f.Kr.)
- Zou Yan, kinesisk filosof (född 305 f.Kr.)